# Seggeurius amourensis
Il seggeurio (Seggeurius amourensis) è un mammifero erbivoro estinto, appartenente agli iracoidi. Visse nell'Eocene inferiore (Ypresiano, circa 55 - 50 milioni di anni fa) e i suoi resti fossili sono stati ritrovati in Africa. È considerato il più antico iracoide noto.

## Descrizione
Questo animale è noto praticamente solo per frammenti di cranio e per la dentatura, che tuttavia richiama quella di forme più note come Geniohyus e Saghatherium. Doveva essere di piccole dimensioni, forse inferiori a quelle di una procavia attuale. La dentatura ricorda quella di altri iracoidi arcaici, con premolari semplici e bunodonti, ma Seggeurius è l'unico iracoide noto ad avere i molari inferiori privi di paracristide. I molari superiori di Seggeurius sono invece già quadritubercolari, con un grande ipocono e un ectolofo relativamente sviluppato a forma di W, come negli iracoidi attuali.
Lo studio della scatola cranica di Seggeurius ha permesso di individuare alcune importanti caratteristiche della morfologia del cranio e della regione uditiva degli iracoidi arcaici: sembra che negli iracoidi basali l'orbita fosse posizionata nella parte posteriore del cranio, e che la tromba di Eustachio fosse assente o ridotta; vi era inoltre un sinus epitimpanico particolarmente profondo, e il basisfenoide era parte della bolla timpanica. Infine, era presente l'arteria stapediale. Il canale cocleare era piuttosto appiattito (Benoit et al., 2015).

## Classificazione
Seggeurius amourensis venne descritto per la prima volta nel 1986 sulla base di resti fossili ritrovati nella zona di El Kohol, nell'Atlante meridionale in Algeria. Altri fossili sono stati in seguito ritrovati nella zona di Ouled Abdoun, in Marocco (Gheerbrant et al., 2003). Inizialmente venne avvicinato al genere Geniohyus, dotato di un cranio allungato; successivamente altre analisi lo hanno avvicinato al genere Saghatherium, di dimensioni leggermente maggiori. L'assenza di paracristidi sui molari inferiori (teoricamente una condizione derivata) potrebbe invece rappresentare una condizione primitiva per gli iracoidi (Court e Mahboubi, 1993). In ogni caso, Seggeurius ad oggi è il più antico iracoide noto.  